# Falsexocentrus rondoni
Falsexocentrus rondoni là một loài bọ cánh cứng trong họ Cerambycidae.